# Zoltán Pásztory
Zoltán Pásztory (maďarsky Pásztory Zoltán [pástory zoltán], 31. října 1944, Mosonmagyaróvár – 1. května 2005, Budapešť) byl maďarský hudebník, nejvíce známý jako hráč na bicí nástroje ve skupině Illés.

## Životopis
Zoltán Pásztory se narodil v Mosonmagyaróváru, v rodině Zoltána Pásztoryho staršího a Edity (rodné příjmení Sigmond). Vystudoval konzervatoř. Počátky jeho hudební dráhy proběhly v uměleckém souboru Maďarského komunistického svazu mládeže (KISZ) a v budapešťském hudebním divadle Fővárosi Operettszínház. Ve skupině Illés působil od roku 1965. V roce 1973 Pásztory opustil Maďarsko a odešel do Západního Německa. Pracoval v hotelu v Lindau, od roku 1989 byl ředitelem hotelu u Bodamského jezera.

## Osobní život
Od roku 1982 byla jeho manželkou Dominique Girault, s níž má dceru Lindu Dominique (* 1986).

## Ocenění
- Cena Lajose Kossutha (2000)